# Napo (Bose)
Der Kreis Napo (chinesisch 那坡县, Pinyin Nàpō Xiàn; Zhuang Nazboh Yen) ist ein Kreis im Westen des Autonomen Gebiets Guangxi der Zhuang-Nationalität im Süden der Volksrepublik China. Er gehört zum Verwaltungsgebiet der bezirksfreien Stadt Bose. Die Fläche beträgt 2.240 Quadratkilometer und die Einwohnerzahl 162.600 (Stand: 2018).